# Porricondyla varians
Porricondyla varians är en tvåvingeart som beskrevs av Parnell 1971. Porricondyla varians ingår i släktet Porricondyla och familjen gallmyggor. Inga underarter finns listade i Catalogue of Life.